# Kolínský Majáles
Kolínský Majáles je celoroční projekt, jehož výstupem je multižánrový festival, který se od roku 2017 pořádá na různých místech v Kolíně.
Kolínský Majáles se od ostatních festivalů liší hlavně svým konceptem – je organizován studenty středních a vysokých škol bez nároku na honorář. Ve svém programu se snaží pomoci začínajícím lokálním umělcům, ať už z řad hudebníků, divadelníků nebo i jiných odvětví. Součástí projektu jsou i workshopy a besedy se zajímavými lidmi během celého roku.
Jelikož je základní myšlenkou festivalu, aby byl pořádán pouze studenty, organizační tým se neustále obměňuje, a tím funguje i jako platforma pro získávání zkušeností a vědomostí od starších jedinců těm mladším.

## Historie
2017 – První ročník položil základy festivalu tak, jak ho známe dnes. Proběhl warm-up, klubová noc i Open air na Kmochově ostrově. Volil se historicky první kolínský majálesový král. I přes déšť se festival vydařil a přišly stovky návštěvníků.
2018 – Druhý ročník se o den zkrátil, programu ovšem bylo dost. Umělci, kteří na festivalu vystoupili, jako NobodyListen a Lake Malawi, jsou již dnes stálicemi v české popkultuře.
2019 – Festival se rozhodl pracovat se stejným modelem jako doposud. Program zahájil workshop a výstavy doprovázené jazzovým koncertem. Sobotní klubovou noc zahájila lokální Vilémova Kapela. Poté vystoupil raper MC Gey a večer zakončil DJ Makropulous. Sobotní program začal na Kmochově Ostrově “Spoko Odpem” (slangový výraz označující příjemné odpolední posezení), kde proběhla dvě divadla. Open Air měl své headlinery v podobě temných WWW, kapely Zrní a alternativní skupiny Bert and Friends.
2020 – Ročník na přelomu dekád se kvůli pandemii neuskutečnil. Organizátoři místo festivalu uspořádali sbírku „Nejdu na Kolínský Majáles“, která podpořila kolínský Dům pro seniory. Zároveň město zaplavily děkovné plakáty těm, kteří i přes nepříznivou situaci dělali nadále skvěle svou práci.

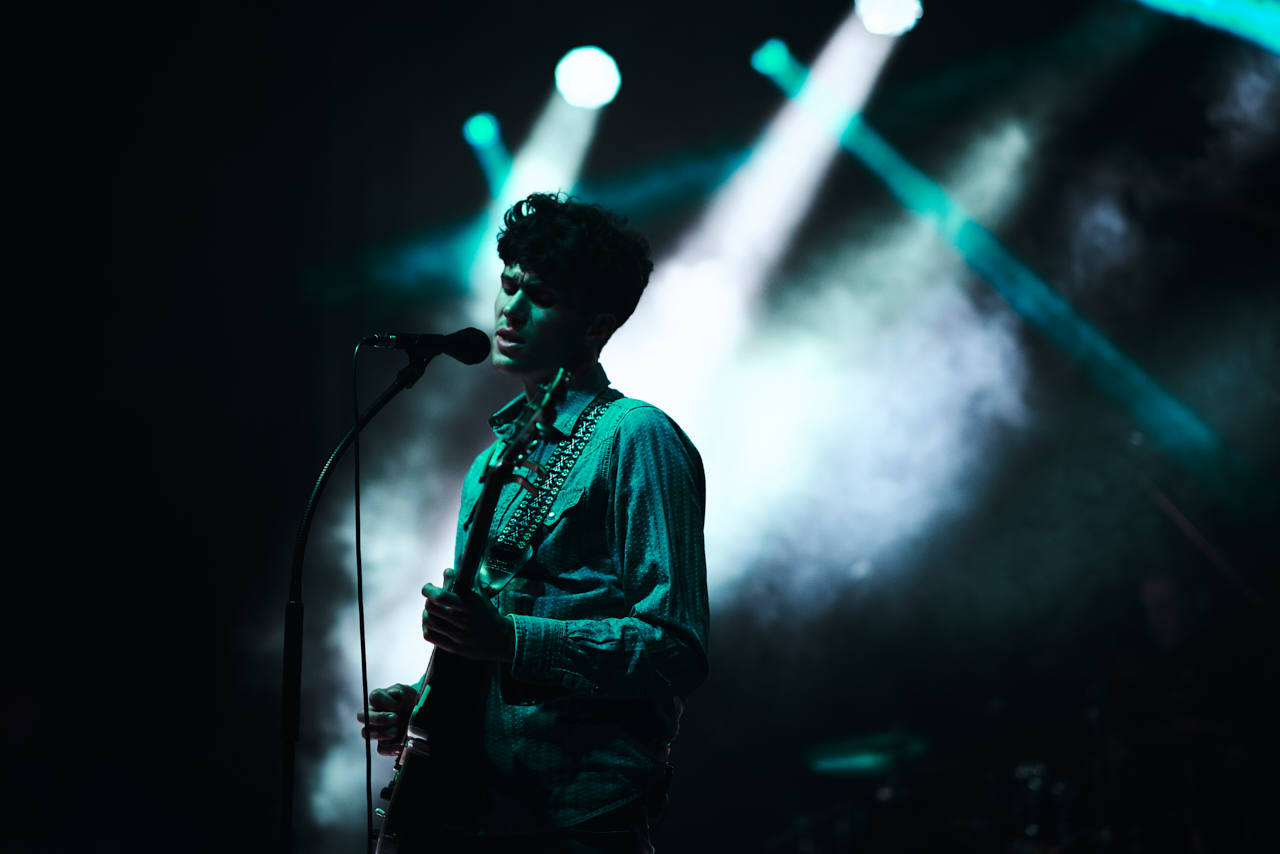
Skupina Lake Malawi zpěváka Alberta Černého na druhém ročníku.